# Vít Veselý
Vít Veselý (* 16. ledna 1951) je český právník a soudce, v letech 1997 až 1999 nejvyšší státní zástupce.

## Život
Roku 1975 absolvoval Právnickou fakultu Univerzity Jana Evangelisty Purkyně v Brně (později Masarykovy univerzity). Pak působil na okresní prokuratuře v Bruntále. V letech 1983–1990 působil v úseku všeobecného prokurátorského úseku Krajské prokuratury v Ostravě. V letech 1990–1994 byl okresním prokurátorem v Novém Jičíně. V roce 1994 zdejší státní zastupitelství čtyři měsíce vedl. Byl členem KSČ.
Od května 1994 do prosince 1995 působil jako zástupce nejvyšší státní zástupkyně Bohumíry Kopečné. Následně zastával post vrchního státního zástupce v Olomouci. V březnu 1997 byl Klausovou vládou na návrh ministryně spravedlnosti Vlasty Parkanové jmenován nejvyšším státním zástupcem. Ve funkci byl kritizován kvůli práci státních zástupců. Sám naopak obviňoval politiky z nezájmu řešit problémy státního zastupitelství, upozorňoval třeba na špatné platové podmínky státních zástupců.
Na začátku roku 1999 byl z funkce vládou Miloše Zemana odvolán, protože s jeho prací nebyl spokojen ministr spravedlnosti Otakar Motejl. Vyčítal mu nízkou aktivitu, nepružné plnění koncepčních, kontrolních, metodických a řídicích úkolů v celé soustavě státních zastupitelství, jejímž důsledkem byla dlouhá délka soudního řízení. Veselý se proti tomu ohradil s tím, že státní zastupitelství nemá dostatečné pravomoci a vyzval ke změně zákona o státním zastupitelství. Jeho nástupkyní byla jmenována Marie Benešová.
Po odchodu ze státního zastupitelství se stal soudcem Krajského soudu v Ostravě a od roku 2001 vykonával funkci předsedy Okresního soudu v Ostravě. K červenci 2012 i prosinci 2013 je uváděn jako místopředseda Krajského soudu v Ostravě pro trestní oblast. S účinností od 1. února 2015 byl jmenován předsedou Okresního soudu v Novém Jičíně. Stalo se tak na podruhé, neboť první výběrové řízení, které také vyhrál, ministryně Válková zrušila.